# Каркассон: Охотники и собиратели
Каркассон: Охотники и собиратели (англ. Carcassonne: Hunters and Gatherers) — настольная стратегическая игра немецкого стиля семейства игр Каркассон, являющаяся спин-оффом основной игры. Разработана Клаусом-Юргеном-Вреде (нем. Klaus-Jürgen Wrede) и впервые издана компанией Hans im Glück в 2002 году. В России издателем игры является компания «Hobby World». В 2015 году компанией Z-Man Games было выпущено второе издание игры с новым дизайном иллюстраций.

## Сюжет
Действие игры разворачивается за долгие тысячелетия до постройки города Каркассон, которому посвящено большинство игр одноименной серии. В те времена на месте современного города уже жили древние люди, которые охотились на животных, собирали ягоды в лесах и ловили рыбу в реках и озёрах, чтобы прокормить себя и свою общину. Жизнь этих первобытных людей, о которой мы узнаем из удивительных археологических находок на берегах реки Атакс (фр. Atax, совр. Од), является основным мотивом игры.

## Цель игры
Каждый ход игроки размещают квадраты местности (тайлы), создавая первобытный ландшафт (игровое поле), включающий такие объекты, как леса, луга и реки, на которых могут располагать свои хижины и соплеменников (миплы), приносящих очки своим владельцам. Очки начисляются как в процессе игры, так и при её окончании, поэтому победитель — игрок набравший наибольшее количество очков — определяется только после итогового подсчета очков.

## Комплект для игры

### Миплы
Игра содержит 5 наборов миплов разных цветов для 5 игроков. Каждый игрок получает перед игрой по 6 фишек соплеменников и 2 фишки хижин одного цвета. Одна фишка соплеменника перед началом игры выставляется на дорожку подсчета очков и перемещается вперед при получении игроком очков в процессе игры или при её окончании. Остальных пятерых соплеменников и хижины игроки вправе размещать на тайлы, выкладываемые ими во время выполнения своих ходов.

### Тайлы
Игра содержит 91 тайл, в том числе 79 обычных тайлов, один из который — стартовый — выкладывается перед началом игры на стол, и 12 бонусных тайлов. Перед игрой обычные и бонусные тайлы разделяются между собой на две стопки. Обычные тайлы предназначены для поочередного выполнений игроками своих ходов, бонусные тайлы предназначены для выполнения игроками дополнительных ходов в особых случаях. Обычные и бонусные тайлы не имеют принципиальных отличий, на них могут присутствовать фрагменты леса (некоторые из них содержат золотые самородки), луга или реки, однако отдельные бонусные тайлы более богаты ресурсами (рыба), а также содержат специальные объекты с особыми свойствами (пожар, грибы, святилище).

### Вспомогательные предметы
10 салатовых шайб для облегчения подсчета очков за освоенные луга в конце игры.
5 двухсторонних жетонов 50/100, используемых как памятка, что игрок набрал 50 или 100 очков.

## Игровой процесс

### Действия при выполнении хода
Игроки делают ходы по очереди. За свой ход игрок (1) вытягивает обычный тайл из стопки, (2) переворачивает его и показывает другим игрокам, которые могут давать советы по размещению тайла на игровое поле, (3) устанавливает его по своему усмотрению на игровое поле по определённым правилам, (4) может выставить на лес, реку (речную систему) или луг этого тайла одного из своих миплов, тем самым проводя освоение этих объектов. Если только что выложенный тайл завершил освоение леса или реки, производится начисление очков, причем игрок, чей ход обычным тайлом привел к завершении освоении леса с хотя бы одним золотым самородком, сразу выполняет один дополнительный ход по обычным правилам, но с использованием бонусного тайла. После начисления очков все соплеменники, участвовавшие в освоении леса или реки, снимаются с этих объектов и возвращаются в запас к своим игрокам. Соплеменники, выставленные на луга, и хижины, размещенные на речных системах, остаются на этих объектах до конца игры и приносят своим игрокам очки при финальном подсчете.

### Правила установки тайлов
При размещении тайлов на игровом поле игроки должны придерживаться следующих правил:
- Тайл соединяют с ранее выставленными тайлами по принципу «сторона к стороне», то есть выставляемый тайл хотя бы одной своей стороной должен соприкасаться с ранее выложенными тайлами. Размещение тайлов по принципу «угол к углу» недопустимо.
- При выставлении тайла присутствующие на нём фрагменты лугов, рек и лесов в местах стыков с уже выложенными тайлами должны стать продолжением таких же объектов игрового поля (река должны переходить в реку, луг — в луг, лес — в лес).
- В исключительных случаях, когда тайл не может быть размещен по указанным выше правилам, его откладывают в сторону и больше не используют в игре, а игрок вытягивает ещё один тайл такого же типа (обычный или бонусный) и совершает свой ход с его помощью.

### Правила выставления миплов
После того, как игрок в свой ход выставил тайл (обычный или бонусный), он может разместить на один из объектов этого тайла (лес, луг, реку или речную систему) одного из находящихся у него в запасе миплов (соплеменника или хижину) по следующим правилам:
- Соплеменник может быть выставлен на участок леса (в качестве собирателя), реки (в качестве рыбака) или луга (в качестве охотника).
- Хижина может быть выставлена на участок реки или озеро при этом её действие распространяется на всю речную систему.
- Игрок может разместить мипл, только если этим действием он начинает освоение объекта (леса, луга или реки в случае размещения соплеменника или речной системы при размещении хижины). Таким образом игрокам не допускается размещать миплы на объекты, на которых ранее уже были размещены (свои или чужие) миплы (такой объект уже считается осваиваемым). Данное правило применяется независимо к хижинам, с помощью которых осваиваются речные системы, и соплеменникам, с помощью которых осваиваются реки, т.о. допускается выставлять хижины на неосвоенные (не содержащие других хижин) речные системы, если на участках рек, входящих в эти речные системы, ранее уже были выставлены соплеменники, что делает освоение рек и речных систем не связанными между собой действиями.

### Конкуренция за осваиваемые объекты
Как и большинство игр и дополнений семейства Каркассон, в игру Каркассон: Охотники и собиратели заложены традиции игр немецкого стиля, что не предполагает методов прямого захвата объектов другого игрока. Однако допускается, что в процессе размещения какого-либо из тайлов, произойдет слияние двух или более объектов, освоение которых бало начато ранее. При этом вклад в освоение объекта (количество тайлов), образовавшегося после слияния, может быть разным для разных игроков, что позволяет рассматривать слияние объектов и как способ кооперации двух или более игроков с целью получения большего количества очков при полном освоении объекта (или при финальном подсчете очков), и как тактический прием захватнического характера, когда игрок присоединяет к своему объекту с малым числом тайлов объект соперника существенно большего размера. Тем не менее, даже при сугубо захватническом варианте слиянии, каждый игрок вынужден привнести в объект не менее двух тайлов, выставленных в рамках своих ходов.
Хозяином объекта является игрок, имеющий наибольшее число своих миплов на этом объекте; если двое или более игроков выставили на объект равное (большее, чем у всех остальных) количество миплов, то каждый их этих игроков является хозяином объекта.

### Бонусные тайлы с особыми свойствами
- Огонь — тайл с лугом по всем сторонам, горящими деревьями и бегущим тигром. Считается, что огонь выгоняет всех тигров с луга, в который входит данный тайл, то есть при подсчете очков за животных на луге с огнем считается, что на нём нет ни одного тигра.
- Святилище — тайл с изображением похожего на Стоунхендж святилища, расположенного на луге. Игрок, выставивший в соответствии с правилами своего соплеменника на луг тайла со святилищем, получит при финальном подсчете очки за этот луг единолично (независимо от наличия на этом луге соплеменников других игроков).
- Грибы — тайл, содержащий фрагмент леса с грибами в нём. Хозяин леса при завершении его освоения получает дополнительные 2 очка за каждый тайл с грибами в этом лесу.

### Начисление очков в процессе игры
В процессе игры очки начисляются за полностью освоенные леса и реки хозяину этих объектов. Если объект имеет два или более хозяев, то каждый из них получает полное количество очков за этот объект.
Лес является полностью освоенным, если он полностью окружен лугами, при этом снаружи у него нет незакрытых сторон, а внутри — пустых мест. Хозяин освоенного леса получает по 2 очка за каждый тайл этого леса.
Река считается полностью освоенной, если со всех сторон она завершается родниками или озёрами, или если она замыкается в петлю. Хозяин освоенной реки получает по 1 очку за каждый тайл этой реки и по 1 очку за каждую рыбину в озёрах на концах этой реки (при их наличии).

### Конец игры, финальный подсчет очков, определение победителя
Игра завершается ходом, в который будет выложен последний основной тайл, при этом бонусные тайлы могут остаться несыгранными или закончиться ранее по ходу игры. После установки завершающего тайла игрокам производится начисление очков за хижины, размещенные на речных системах, и соплеменников на лугах.
Речная система приносит своему хозяину (хозяевам) по 1 очку за каждую рыбину в своих озёрах (при их наличии).
Луг приносит своему хозяину (хозяевам) по 2 очка за каждое травоядное животное (олень, мамонт или тур), изображенное на входящих в состав луга тайлах, причем считается, что при наличии на лугу тигров, каждый тигр задирает одного оленя, и задранный олень не приносит очков. Для удобства подсчета перед начисление очков за луга рекомендуется попарно накрывать тигров и оленей салатовыми шайбами, входящими в комплект игры.
Леса и реки, освоение которых к моменту окончания игры не было завершено, очков не приносят.
Победителем объявляется игрок, набравший наибольшее количество очков после финального подсчета. Если два или несколько игроков набрали одинаковое количество очков, все они объявляются победителями.

### Стратегические и тактические аспекты игры
Освоение лесов и рек в процессе игры относится к её тактической составляющей, когда игроки стремятся получать очки за счет завершения объектов, полученных, как правило, в результате выложенных ими тайлов. При этом игроки избегают чрезмерного увеличения объектов, так как это снижает вероятность завершения их освоения до окончания игры вследствие увеличения числа незакрытых сторон тайлов и возможных ловушек, устроенных соперниками, а та же увеличивает вероятность захватнических действий со стороны других игроков .
Размещение миплов на речных системах и лугах составляет стратегию игры. При этом важен выбор момента размещения миплов на те луга или речные системы, которые имеют перспективы расширения, при этом необходимо оценивать возможность нежелательного ограничения луга реками и лесами. При развитии речных систем важно своевременно проводить увеличение направлений их развития с помощью озёр с тремя и четырьмя выходящими реками, а также направлять их ответвления к периферии игрового поля на места, минимально окруженные другими тайлами, во избежание ситуаций, когда продление речной системы будет подразумевать получения тайла строго определённой конфигурации, что может сделать ответвление речной системы тупиковым. Другим важным стратегическим решением является баланс между количеством соплеменников, выставленных на луга (и остающихся там до конца игры), леса (для получения очков по ходу игры) и оставляемых в запасе, чтобы иметь возможность начинать осваивать новые удачные объекты, при удобном случае захватывать объекты соперников или вести борьбу за главенство при освоении крупных лесов или лугов (иногда, рек). При выставлении хижин на речные системы и соплеменников на луга важным является выбор между (1) легким ранним размещением миплов с риском далее иметь неудачный для развития объект и (2) попытками присоединения к уже сформированным другими игроками крупным лугам и речным системам во второй половине партии с риском не вытянуть подходящего для этой цели тайла .

## Мини-дополнение Скаут
Мини-дополнение Скаут (нем. Späher, англ. Scout) впервые выпущено компанией Hans im Glück в 2003 году в составе набора дополнений Король и Скаут (нем. Konig&Späher, англ. King&Scout) для базовой игры Каркассон и Каркассон: Охотники и собиратели. В России дополнение издано компанией «Hobby World» в составе набора Каркассон. Королевский подарок.
Дополнение включает с себя 5 тайлов, четыре из которых являются тайлами местности, то есть могут быть выставлены игроком на игровое поле в свой ход, вместо вытягивания обычного тайла, с последующей обязательной установкой на них миплов. Перед игрой каждый игрок случайным образом получает по одному тайлу дополнения, который далее использует по ходу в соответствии с его назначением. Каждый из полученных тайлов создает игроку, его получившему, преимущество в определённых составляющих игры, как правило при освоении объектов определённого вида.
Мини-дополнение Скаут включает в себя тайлы со следующими свойствами:
- Шаман — тайл, остающийся на руках игрока после получения в начале игры (не является тайлом местности). Позволяет игроку раз в ход игроку вернуть (без начисления очков) одного из своих соплеменников в запас с неполностью освоенного объекта.
- Разведчик — тайл местности, размещается на игровом поле, продолжая не занятый другими игроками лес и обязывает игрока разместить на нём своего соплеменника в качестве разведчика, который остается в лесу даже после его полного освоения и подсчета очков (как за обычного собирателя). Размещение тайла дает игроку возможность в каждый свой ход один раз отказаться от размещения вытянутого тайла и получить право на вытягивания второго тайла, который игрок уже обязан разместить.
- Лодочник — тайл местности, размещается на игровом поле, продолжая не занятую другими игроками реку и обязывает игрока разместить на ней своего соплеменника в качестве лодочника, который остается на данной реке даже после её полного освоения и подсчета очков (как за обычного рыбака). При завершении освоения каждой реки, входящей в речную систему с лодочником, хозяин лодочника получает очки в количестве равном числу рыбин в крупнейшем озере этой реки.
- Охотник на мосту — тайл местности с рекой и мостом на ней, размещается на игровом поле в таком месте, чтобы оба луга по обе стороны моста оказались неосвоенными и обязывает игрока установить на мост своего соплеменника, который при финальном подсчете очков будет считаться расположенным на обоих лугах по обе стороны моста, при этом считается, что мост их не соединяет.
- Земледелие — тайл местности, размещается на игровом поле, продолжая не занятый другими игроками луг, и обязывает игрока выставить на нём хижину, что делает в дальнейшем невозможным выставление на этот луг соплеменников (при этом освоение путем слияния с другим лугом допускается). Владелец хижины при финальном подсчете получает по 1 очку за каждый тайл луга, на котором она расположена, независимо от подсчета очков за соплеменников, которые, возможно, будут присутствовать на этом лугу.

## Аналогии и различия с базовой игрой Каркассон
Каркассон: Охотники и собиратели имеет ряд объектов, аналогичных по механике игры с базовой игрой Каркассон:
- Леса аналогичны городам в базовой игре с точки зрения приносимых очков и процесса освоения. Грибы, изображенные на фрагментах леса на бонусных тайлах, аналогичны по смыслу щитам на городских тайлах в базовой игре.
- Реки являются близкими аналогами дорог в базовой игре с точки зрения процесса освоения. С точки зрения начисления очков существенным отличием рек от дорог является начисление дополнительных очков за рыбины в озёрах, которыми оканчиваются реки; в базовой игре аналогами озер являются перекрестки, но они не добавляют очков к закрываемым дорогам. Такое отличие делает освоение рек более выгодным процессом, чем дорог в базовой игре, причем выгоднее заканчивать освоение одной реки и переходить к освоению следующей, а не стремиться наращивать число тайлов в одно реке[11].
- Луга выступают в качестве аналогов полей в базовой игре с точки зрения принципа выставления тайлов. Однако принцип начисления очков принципиально отличается: на лугах оцениваются присутствующие на тайлах животные, а в случае полей очки начисляются за города, к которым примыкает данное поле. Меньшее количество соплеменников в Каркассон: Охотники и собиратели относительно числа миплов в базовой игре и более разветвленные речные системы по сравнению с дорожной сетью ограничивают возможности раннего размещения соплеменников на лугах в начале игры[8][11].

Наряду с отсутствием аналогов монастырей, существенными отличиями Каркассон: Охотники и собиратели от базовой игры являются речные системы в качестве объектов и специализированные миплы — хижины — для их освоения. Учитывая, что очки, которые приносят хижины, начисляются за количеством рыбин в озёрах — окончаниях рек, игроки стремятся к построению наиболее разветвленной сети рек (разделяющих луга, ограничивающих расширение лесов), что ещё более усиливает роль освоения рек в спин-оффе, относительно строительства дорог в базовой игре.